# 李璆 (书法家)
李璆（？—？），相州滏阳县（今河北省邯郸市磁县）人，祖籍陇西郡狄道县（今甘肃省定西市临洮县），北魏并州刺史李宝的后裔，唐朝书法家。

## 生平
李璆是御史大夫李杰哥哥的儿子，个性开朗豁达，轻视钱财而看重道义，学习王羲之的书法但是意境略不如。李璆笔迹紧凑秀美，在当时和宋儋一样有名气，狄宇清和李渐向他学习书法。